# Victor Koning
Pour les articles homonymes, voir Koning.
 (janvier 2015).
Si vous disposez d'ouvrages ou d'articles de référence ou si vous connaissez des sites web de qualité traitant du thème abordé ici, merci de compléter l'article en donnant les références utiles à sa vérifiabilité et en les liant à la section « Notes et références ».

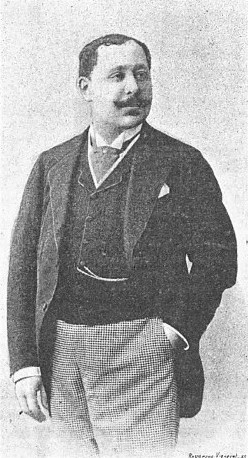
Victor Koning par Georges Camus (1893).

Victor Konig dit Koning est un auteur dramatique et librettiste français, né le 4 avril 1842 à Belleville (actuel 20e arrondissement de Paris) et mort le 1er octobre 1894 au château de Suresnes.

## Biographie
On lui doit des pièces de théâtre, surtout des comédies et des vaudevilles et des livrets d'opérettes à succès parmi lesquelles La Fille de madame Angot (1872) de Charles Lecocq qu'il écrivit en collaboration avec Clairville et Paul Siraudin.
Victor Koning fut également directeur du théâtre de la Gaîté du 1er avril 1868 au 13 mars 1869 et du théâtre de la Renaissance de 1875 à 1882.
Il épouse le 19 juin 1884 à Marylebone (Angleterre) l'actrice Jane Hading, qu'il avait fait débuter au Gymnase l'année précédente dans Le Maître de forges, énorme succès théâtral et littéraire. Ils divorcent en 1888. Le 27 mai 1893, il se remarie avec la comédienne Raphaële Sisos. Les écrivains Jules Clarétie et Auguste Vacquerie, Eugène Bertrand, directeur de l'Opéra de Paris, et Arthur Meyer, directeur du Gaulois, sont témoins à l'acte.
En juillet 1894, il est victime d'une attaque cérébrale. Quelques jours plus tard, le Gil Blas informe ses lecteurs que « M. Victor Koning, l'ancien directeur du Gymnase et de la Comédie-Parisienne, qui avait été sérieusement indisposé, est en convalescence et on peut espérer que d'ici peu il ne se ressentira presque plus des suites du violent étourdissement qui l'avait tout récemment frappé ». Mais son état de santé n'allait faire que s'aggraver.
Dans Le Temps du 8 septembre, on apprend que « Mlle Raphaële Sisos a quitté Paris hier, pour se rendre à Marseille où elle doit donner une série de représentations. Quant à M. Koning, dont l'état est de moins en moins satisfaisant, il est depuis quelques jours en traitement à Suresnes dans la maison de santé du docteur Meyan ».

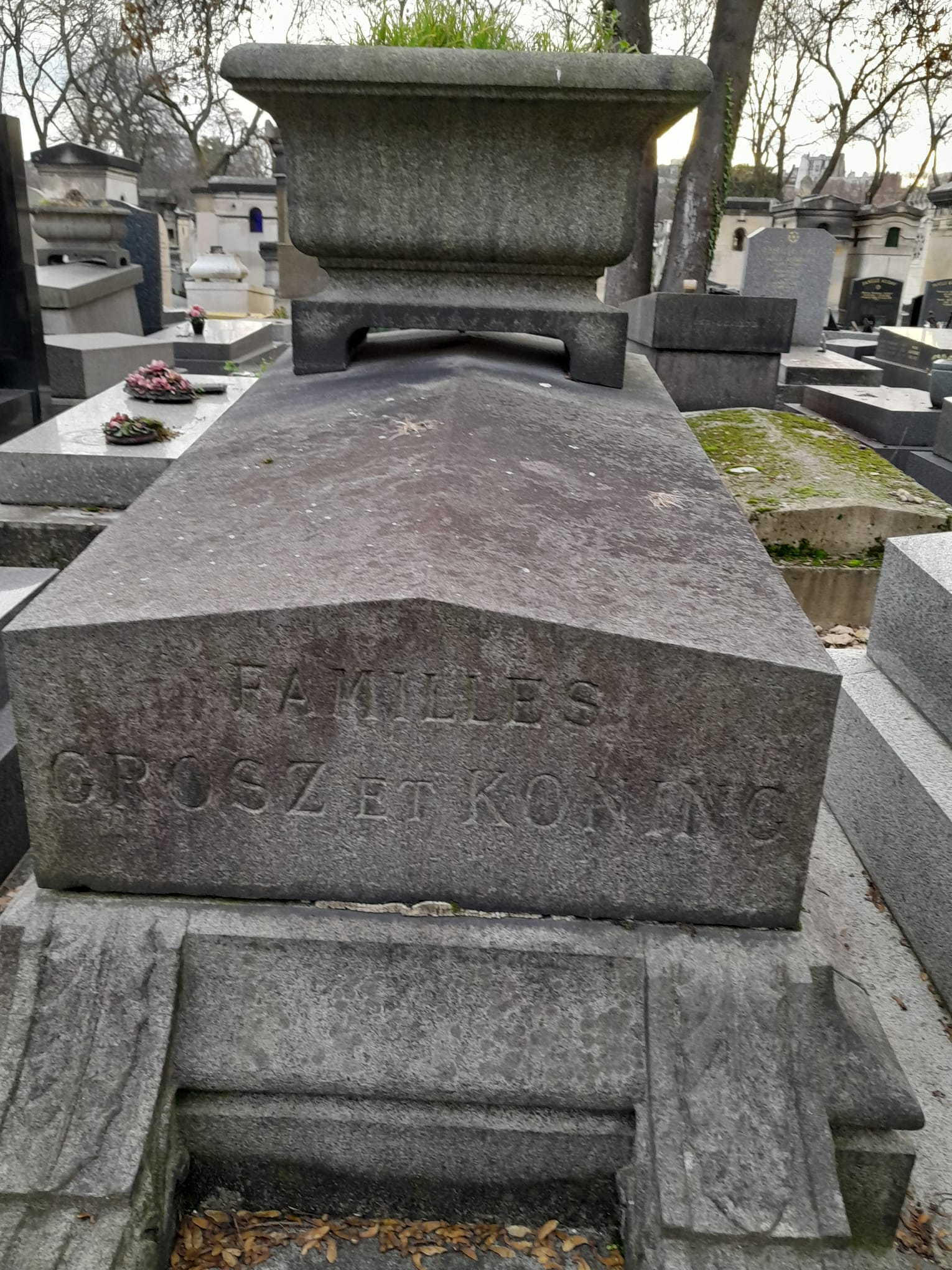
Tombe au cimetière du Montparnasse.

C'est dans cet établissement qu'il meurt trois semaines plus tard. Il est inhumé le 4 octobre au cimetière du Montparnasse (5e division, 2e section – 1re ligne Nord – 12e tombe par l’Ouest).

## Œuvres

### Théâtre
- 1861 : Un monsieur tombé des nues, vaudeville en 1 acte, avec Édouard Montagne
- 1867 : Les Plaisirs de Paris ou 1867, revue en quatre actes et vingt-cinq tableaux de Victor Koning, Saint-Agnan et Adolphe Choler, théâtre de la Porte-Saint-Martin
- 1872 : La revue n'est pas au coin du quai, revue en quatre tableaux de Victor Koning, Paul Siraudin et Clairville, théâtre des Variétés
- 1872 : La Cocotte aux œufs d'or, féérie en trois actes et douze  tableaux  de Victor Koning, Clairville et Eugène Grangé, théâtre des Menus-Plaisirs
- 1873 : La Fille de Mme Angot, opéra-comique en trois actes  de Victor Koning, Paul Siraudin et Clairville, musique de Charles Lecocq, théâtre des Folies-Dramatiques
- 1873 : Canaille et Compagnie, drame en cinq actes et dix tableaux  de Victor Koning, Paul Siraudin et Clairville, théâtre de l'Ambigu-Comique
- 1876 : On demande une femme honnête, comédie en un acte de Victor Koning et Aurélien Scholl, théâtre des Variétés

### Écrits
- 1864 : Les Coulisses parisiennes, préface d'Albéric Second, E. Dentu, Paris
- 1866 : Voyage autour du demi-monde, préface de Théodore Barrière, E. Dentu, Paris
- 1872 : Tout Paris, préface d'Henry de Pène, E. Dentu, Paris